# Enterfear
Enterfear è il ventiduesimo album in studio del rapper statunitense Tech N9ne, pubblicato nel 2020.

## Tracce
1. Just Die? (Intro 1) – 2:58
2. Suckseed (Intro 2) (featuring Krizz Kaliko & King Iso) – 3:09
3. Outdone – 3:17
4. Look What I Did (featuring Flatbush Zombies & Jehry Robinson) – 4:20
5. Yeah No! (featuring Mackenzie Nicole) – 2:48
6. Dr. Sebagh (featuring Landxn Fyre) – 3:43
7. Question Mark This! (featuring Krizz Kaliko & Lex Bratcher) – 2:46
8. Snake and the Batman / Story Time (Skit) – 1:52
9. Feel So Sad! – 3:51
10. Leave It On the Flo! Pt. 1 (featuring Landxn Fyre) – 3:20
11. Phonk (Leave It On the Flo! Pt. 2) (featuring Merkules & Scru Face Jean) – 3:46
12. Angel Baby (featuring Navé Monjo) – 3:15
13. On the Outside – 3:34
14. Smell Good (featuring Krizz Kaliko) – 3:28
15. Stoli Doli (featuring Love, Mae C) – 2:41
16. For Ya Love (featuring Marley Young) – 3:46
17. B.I.B. (featuring Krizz Kaliko) – 2:30
18. Saw Somethin' (featuring Krizz Kaliko & King Iso) – 2:53
19. KC Smile (featuring Krizz Kaliko) – 2:57